# Christopher Randolph
Christopher Randolph é um dublador estadunidense melhor conhecido por dublar o personagem Otacon na série Metal Gear Solid.

## Filmografia

### Programas de TV
- Doogie Howser, M.D. — Repórter
- NewsRadio — Paramédico
- Mad About You — Colega de trabalho
- The Fifth Step — Jared
- Will & Grace — Homem (episódio 1)
- As the World Turns — Dr. Hendricks
- American Masters — Jay Gatsby
- Pumpkin Hell — Jeffrey

### Jogos eletrônicos
- Metal Gear Solid 1, Integral, The Twin Snakes, 2, 2: Subsistence e 4 — Otacon
- Super Smash Bros. Brawl — Otacon